# Folha de S.Paulo
Folha de S.Paulo, também conhecida como Folha de São Paulo ou simplesmente Folha, é um jornal brasileiro editado na cidade de São Paulo. É o segundo maior jornal do Brasil em circulação, com 366.087 exemplares (incluindo assinantes digitais), segundo o Instituto Verificador de Comunicação (IVC), em dezembro de 2021, ficando atrás apenas do carioca O Globo.
Fundada por um grupo de jornalistas liderado por Olival Costa e Pedro Cunha em 19 de fevereiro de 1921, a Folha foi criada em oposição ao principal jornal da cidade, O Estado de S. Paulo, que representava as elites rurais e assumia uma posição mais conservadora, tradicional e rígida. Em 1950, todas as Folhas passaram a ser impressas num prédio na Alameda Barão de Campinas, ampliado no final dos anos 1960 com a construção de um segundo prédio na alameda Barão de Limeira, no bairro dos Campos Elísios. Hoje, esse prédio é a entrada principal da empresa.
Em 1986, a Folha tornou-se o jornal de maior circulação em todo o país, liderança que manteve até 2021 (atualmente, o jornal de maior circulação no Brasil é O Globo, segundo dados do Instituto Verificador de Comunicação - IVC). Em 1995, um ano depois de ultrapassar a marca de 1 milhão de exemplares aos domingos, a Folha inaugurou seu novo parque gráfico, considerado o maior e mais atualizado tecnologicamente na América Latina. O recorde de tiragem e de vendas do jornal foi alcançado em 1994, na época do lançamento do Atlas Folha/The New York Times (1 117 802 exemplares no domingo).
Atualmente, a Folha é o centro de uma série de atividades na esfera da indústria das comunicações, abrangendo jornais, banco de dados, instituto de pesquisas de opinião e de mercado, agência de notícias, serviço de informação e entretenimento em tempo real, gráfica de revistas e empresa transportadora. Ao lado de O Globo, O Estado de S.Paulo, Zero Hora, Correio Braziliense e Estado de Minas, entre outros, forma o grupo dos principais jornais de referência do Brasil.

## História

### Origem

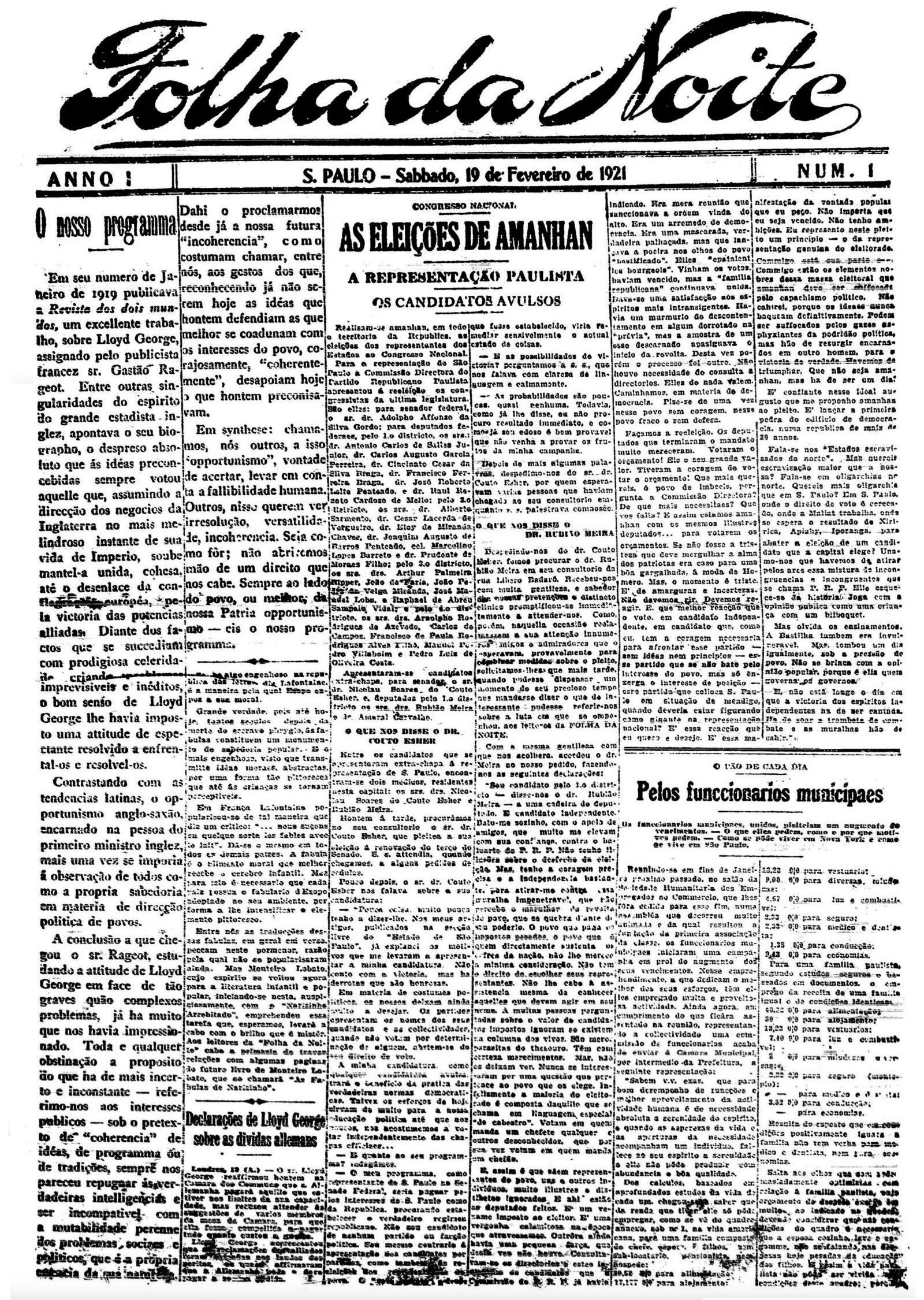
Capa da primeira edição da "Folha da Noite" que foi publicada num sábado, 19 de fevereiro de 1921

Um grupo de jornalistas liderado por Olival Costa e Pedro Cunha fundou a Folha em 19 de fevereiro de 1921, com o nome de Folha da Noite. Era um jornal vespertino, com um projeto que pregava textos mais curtos e mais claros, enfoque mais noticioso que opinativo, agilidade e proximidade com os assuntos que afetavam o dia a dia da população paulistana, principalmente os trabalhadores urbanos.
Foi criada em oposição ao principal jornal da cidade, O Estado de S. Paulo, que representava as elites rurais e assumia uma posição mais conservadora, tradicional e rígida. O empreendimento foi bem-sucedido, levando os sócios a comprar uma sede própria, uma rotativa e, em julho de 1925, criar um segundo jornal, agora matutino: a Folha da Manhã.
Também em 1925 surgiu na Folha da Manhã o personagem Juca Pato, que acabou se tornando um símbolo do jornal. Criado pelo cartunista Benedito Carneiro Bastos Barreto (1896-1947), o Belmonte, Juca Pato era “o homem comum”, que criticava com ironia os problemas políticos e econômicos e repetia o bordão “Podia ser pior”.
As principais críticas das “Folhas” eram dirigidas aos partidos republicanos que monopolizavam os governos da época. A empresa chegou a apoiar a criação do Partido Democrático, de oposição. Em 1929, no entanto, Olival Costa, então o único dono das “Folhas”, passou a se aproximar dos republicanos paulistas e a repudiar opositores da Aliança Liberal, instituída para apoiar a candidatura de Getúlio Vargas à Presidência da Repúblca
Em outubro de 1930, com a vitória da Revolução de 1930 varguista, jornais que haviam se contraposto a Getúlio Vargas foram depredados por partidários da Aliança Liberal. As instalações da Folha foram destruídas e Costa vendeu a empresa a Octaviano Alves de Lima, empresário ligado à produção e, principalmente, ao comércio de café.

### Era Vargas
O propósito inicial de Alves de Lima, que assumiu o jornal em 1931, era defender os interesses “da agricultura”, ou seja, dos produtores rurais. Mas eventos importantes levaram o foco noticioso para outros temas: a revolução de 1932, pela qual os paulistas lutavam para recuperar o poder perdido para Getúlio Vargas, a Segunda Guerra Mundial (1939-1945) e o Estado Novo (ditadura varguista que durou de 1937 a 1946).
Sem familiaridade com a imprensa, Lima trouxe para a direção da empresa o poeta Guilherme de Almeida e entregou a direção editorial a Rubens do Amaral, que formou uma Redação de tendência antigetulista. Hermínio Sachetta, militante trotskista que chegou a ser preso pelo Estado Novo, assumiu a Secretaria de Redação logo depois de deixar a prisão. O governo ditatorial exercia pressão política e econômica sobre a imprensa, concentrando munição em São Paulo contra o matutino O Estado de S. Paulo, que havia patrocinado a revolução de 1932. O diretor do jornal, Júlio de Mesquita Filho, foi preso três vezes e forçado a se exilar, enquanto o Estado ficava sob intervenção do governo varguista, de 1940 a 1945. Com o concorrente calado, a Folha da Manhã sobressaiu como voz de oposição à ditadura. A atitude crítica é um dos motivos apontados para a troca de proprietários da empresa, ocorrida em 1945.
Na terceira mudança de mãos, os jornais foram comprados pelo fazendeiro Alcides Ribeiro Meirelles, o advogado José Nabantino Ramos e o administrador Clóvis Queiroga. Nabantino foi indicado pelo interventor do estado de São Paulo, Fernando Costa, a pedido de Getúlio. Queiroga, por sua vez, representava o conde Francisco Matarazzo Júnior, que era impedido de possuir veículos de comunicação, por ser italiano. Matarazzo financiou a compra de rotativas mais modernas e viu na empreitada uma oportunidade para responder aos ataques que lhe faziam os jornais de Assis Chateaubriand, seu desafeto.
Uma das armas idealizadas por ele nessa batalha foi reduzir o preço das Folhas, para sufocar os negócios dos Diários Associados, de Chateaubriand. O tiro, no entanto saiu pela culatra: Nabantino Ramos contabilizou as perdas que a empresa sofreu com essa redução de preço como pagamento pelo financiamento concedido pelo conde e, após alguns meses, declarou a dívida quitada, assumindo a condução editorial dos jornais.

### República Populista

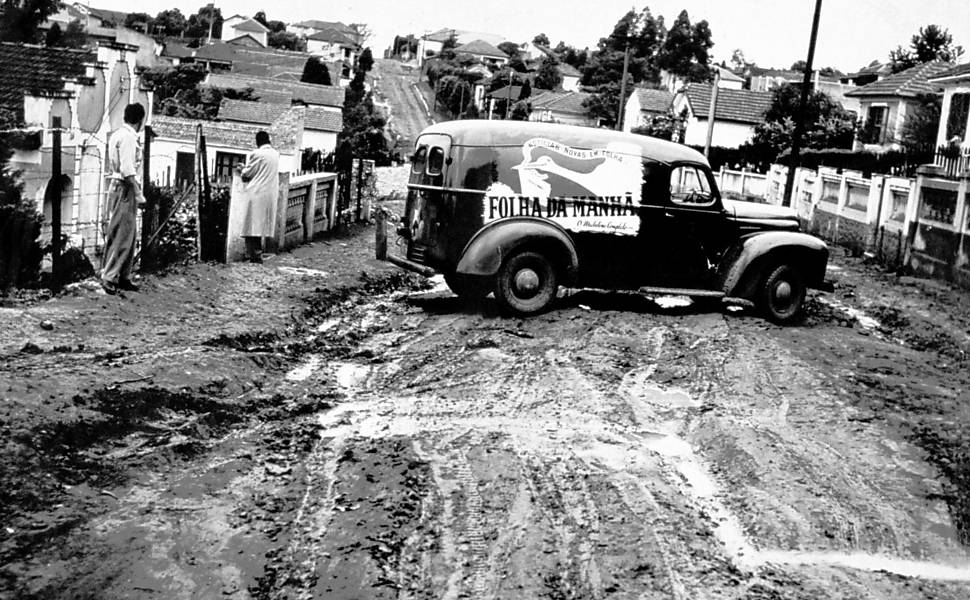
Caminhonete da "Folha da Manhã" usada para distribuir o jornal, no bairro da Vila Prudente, em São Paulo, em 1948.

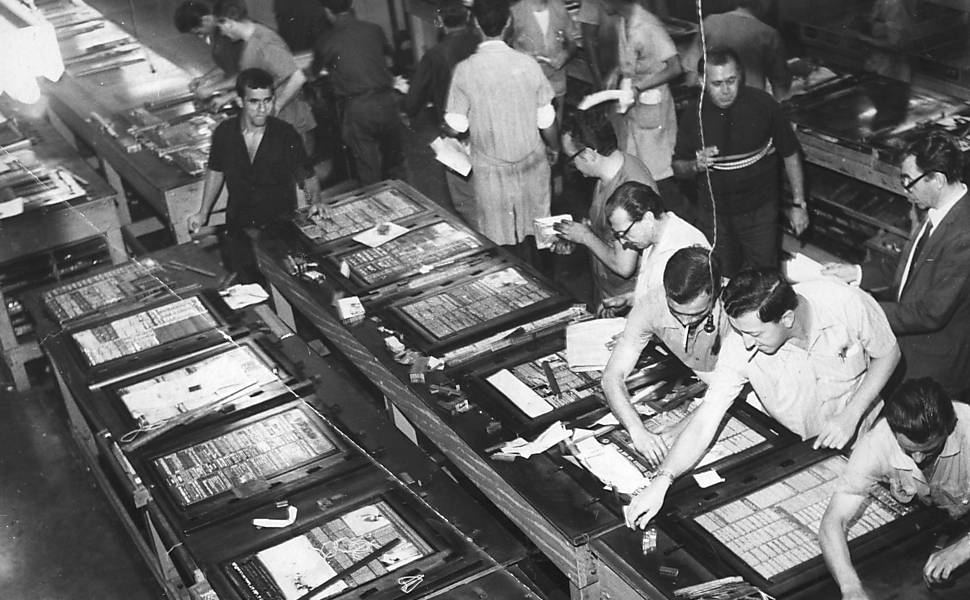
Funcionários fazem a composição a chumbo das páginas do jornal em 1958.

Advogado, Nabantino Ramos era aficionado por técnicas de gestão e controle, e implantou nas décadas de 1940 e 1950 várias inovações: concursos públicos para contratação, cursos de jornalismo, premiação por desempenho, controle de erros. Redigiu um manual de redação e uma política editorial. Lançou um terceiro jornal, a Folha da Tarde, em 1949, e patrocinou dezenas de campanhas em várias áreas: combate à corrupção e ao crime organizado, defesa de mananciais, melhorias de infraestrutura, obras urbanas, entre outros.
Em 1950, todas as Folhas passaram a ser impressas num prédio na Alameda Barão de Campinas, no bairro dos Campos Elísios. Em 1953, todas as instalações dos jornais foram transferidas para lá. No final dos anos 1960, foi construído um segundo prédio, na alameda Barão de Limeira, sede da Folha até hoje. O local também abrigaria as instalações dos jornais Agora São Paulo e Notícias Populares.
Apesar da organização empresarial, Nabantino carecia de tino comercial e da flexibilidade necessária para negociar financiamentos e administrar orçamentos. No começo dos anos 1960, a empresa sofria com custos aumentados pelo preço do papel jornal. Os três jornais foram fundidos em um só título, Folha de S.Paulo, em 1960, no início mantendo as três edições. Mas, conforme a situação financeira se deteriorava, as edições vespertinas foram canceladas e o jornal fixou-se como matutino. As dificuldades foram agravadas em 1961, pela vitória de uma greve de jornalistas que paralisou todos os veículos de São Paulo e obteve melhorias de salário e benefícios trabalhistas, o que ampliou ainda mais os custos do jornal. A empresa foi vendida em 13 de agosto de 1962 aos empresários Octavio Frias de Oliveira e Carlos Caldeira Filho. Durante vinte anos (1950-1970), o diretor de arte da Folha foi o chargista Orlando Mattos.

### Ditadura militar
Frias e Caldeira, respectivamente presidente e superintendente da empresa, voltaram-se à tarefa prioritária de recuperar o equilíbrio financeiro do jornal. Para dirigir a Redação, Frias nomeou o cientista José Reis, um dos criadores da Sociedade Brasileira para o Progresso da Ciência (SBPC). Trouxe para integrar a equipe o responsável pela modernização do rival O Estado de S. Paulo, o jornalista Cláudio Abramo, que viria a suceder a Reis e manter, com Frias, uma produtiva convivência profissional que se prolongou por mais de vinte anos. Em 1964 a Folha de S.Paulo apoiou a derrubada do presidente João Goulart e o estabelecimento de um regime de tutela militar - temporária, conforme se acreditava - sobre o país. Superada a fase de adversidades econômico-financeiras, a nova gestão passou a se dedicar à modernização industrial e à montagem de uma estrutura de distribuição de exemplares que alicerçou os saltos de circulação que estavam por vir. Foram comprados novos equipamentos e impressoras nos Estados Unidos. Em 1968 a Folha se tornou o primeiro dentre os grandes jornais latino-americanos a ser impresso no sistema "off-set". Em 1971, outro pioneirismo: os moldes de chumbo passavam à história e o jornal adotava a composição "a frio". O jornal crescia em circulação e melhorava sua participação no mercado publicitário.

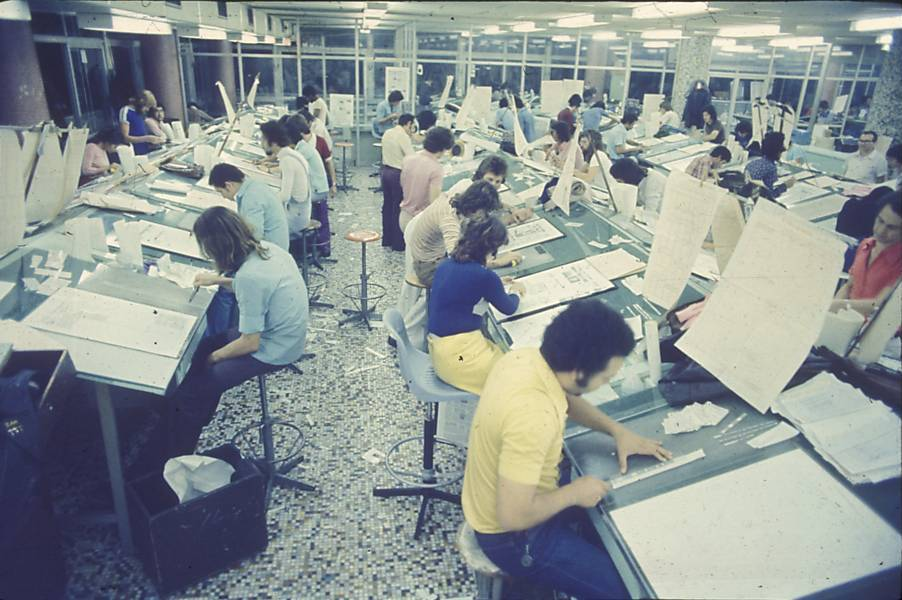
Profissionais fazem a montagem das páginas dos jornais do Grupo Folha, em 1974.

A Folha é acusada de ter colaborado com a ditadura militar no Brasil emprestando carros para que policiais do DOI-Codi, órgão de repressão da ditadura, fizessem campana e prendessem militantes da esquerda. Segundo Carlos Eugênio Sarmento da Paz (Clemente), principal dirigente do braço armado da ALN, a convicção de que a Folha apoiava ativamente a ditadura levou o grupo a interceptar e incendiar camionetes do jornal e a ameaçar Octavio Frias, no final de 1971. A edição de novembro do jornal Venceremos, editado pela ALN, dizia que "Octavio Frias de Oliveira certificou-se de um fato real: há uma guerra e ele é um inimigo. [...] O Sr. Octavio Frias de Oliveira sente-se acuado, porque sabe [...] que a verdade revolucionária o atingirá e que seu justiçamento é uma questão de tempo." Não há documentos que comprovem a colaboração material da Folha nem que a mencionem nos arquivos do Deops e na coleção de jornais clandestinos da guerrilha mantida pela Unesp. A direção da Folha não nega a possibilidade de a colaboração ter ocorrido, mas sem o conhecimento da empresa. Em 2001, em entrevista, Octavio Frias declarou que, se houve algum tipo de ajuda, foi à sua revelia. Em 2006, em depoimento para a biografia do empresário, o diretor de redação, Otavio Frias Filho, militante no movimento estudantil no final dos anos 1970, disse considerar possível que veículos da empresa tenham sido usados por policiais e que, ao questionar o pai sobre o episódio, ele sempre negou ter sido consultado sobre empréstimos ou mesmo ter tomado conhecimento deles.
No final dos anos 1960, Frias chegou a organizar o embrião de uma rede nacional de televisão, congregando à TV Excelsior de São Paulo, líder de audiência cujo controle adquiriu em 1967, mais três emissoras no RJ, MG e RS. Por insistência de Caldeira, porém, os dois sócios abandonaram a empreitada em 1969. O começo da década de 1970 foi turbulento para a história do jornal. Acusado por organizações da luta armada de emprestar carros para a repressão da ditadura, a Folha passou a ser alvo dos guerrilheiros, que interceptaram e queimaram três camionetes de entrega do jornal, duas em setembro e uma em outubro de 1971 e ameaçaram de morte o dono do jornal. Em resposta, Octavio Frias assinou na capa do jornal o editorial “Banditismo”, afirmando que não aceitaria a agressão nem as ameaças. Seguiu-se, no jornal do grupo guerrilheiro ALN, um texto em que Frias era classificado como inimigo da organização e do país. O antagonismo entre o jornal e os grupos de esquerda se aprofundou e culminou com o editorial “Presos Políticos?”, publicado em junho de 1972, no qual se questionava a existência de pessoas presas por causa de suas posições políticas. O editorial era também uma resposta ao concorrente O Estado, que defendera tratamento especial aos presos políticos. Dizia: “É sabido que esses criminosos, que o matutino O Estado de S. Paulo qualifica tendenciosamente de presos políticos, mais não são que assaltantes de bancos, sequestradores, ladrões, incendiários e assassinos, agindo, muitas vezes, com maiores requintes de perversidade que os outros, pobres-diabos, marginais da vida, para os quais o órgão em apreço julga legítimas todas as promiscuidades”. O episódio provocou também uma crise interna. Na semana seguinte, os editoriais foram suspensos. No mesmo ano, Cláudio Abramo foi afastado da chefia e a Folha só voltaria a adotar uma atitude política mais independente e afirmativa, em vez da "neutralidade" acrítica que se seguiu ao fim dos editoriais, no final de 1973.[carece de fontes?]

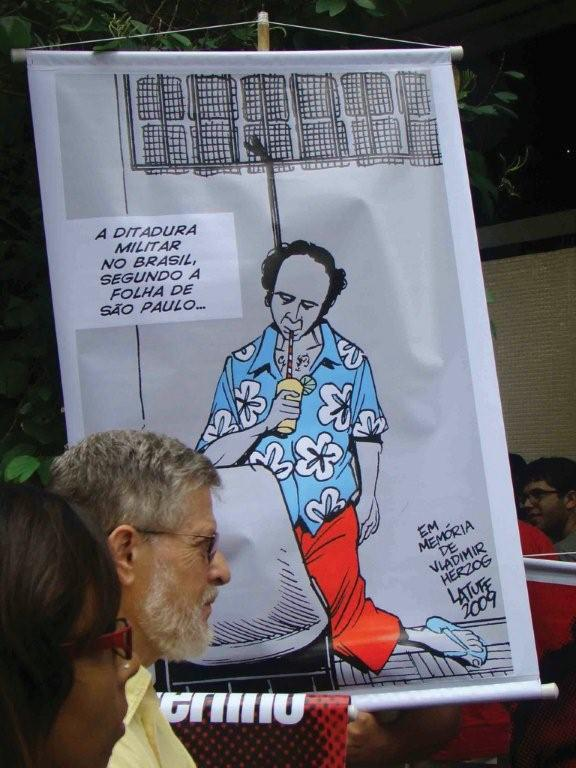
Protesto contra o uso da palavra "ditabranda" na sede do Grupo Folha. No banner, uma referência à famosa foto de Vladimir Herzog morto após uma sessão de tortura, se lê: "A ditadura militar no Brasil, segundo a Folha de S.Paulo".

Em 17 de fevereiro de 2009, num editorial criticando o governo de Hugo Chávez na Venezuela, o jornal se referiu à ditadura militar brasileira como uma "ditabranda", no seguinte trecho: "Mas, se as chamadas 'ditabrandas' _caso do Brasil entre 1964 e 1985_ partiam de uma ruptura institucional e depois preservavam ou implantavam formas controladas de disputa política e acesso à Justiça_, o novo autoritarismo latino-americano, inaugurado por Fujimori no Peru, faz o caminho inverso. O líder eleito mina as instituições e os controles democráticos por dentro, paulatinamente." Houve reações imediatas e veementes ao uso da palavra – cunhada na Espanha na década de 1930, quando o general Damaso Berenguer substituiu o general Primo de Rivera e governou por decretos e revogou algumas medidas adotadas pelo ditador anterior. O período ficou conhecido como “dictablanda de Berenguer” (o termo foi depois usado, em diferentes contextos, no Chile, no México, no Uruguai e na Colômbia). A utilização do termo "ditabranda" rendeu ao jornal críticas em fóruns de discussão na internet e em outros veículos de mídia, principalmente os que possuem tendências esquerdistas, tais como as revistas Fórum, Caros Amigos (que publicou matéria de capa sobre a utilização do termo), e Carta Capital. No dia 7 de março, houve em frente à sede da Folha, na região central de São Paulo, um protesto contra o uso do termo ditabranda no editorial e em solidariedade a Maria Victoria Benevides e Fábio Konder Comparato. Nenhum dos dois estava presente. O ato público, que reuniu cerca de 300 pessoas, foi organizado pelo Movimento dos Sem-Mídia, idealizado pelo blogueiro Eduardo Guimarães. O público era composto na sua maioria por familiares de vítimas da ditadura, estudantes e sindicalistas ligados à CUT. No mesmo dia, o diretor de Redação da Folha, Otavio Frias Filho, divulgou a seguinte nota: "O uso da expressão 'ditabranda' em editorial de 17 de fevereiro passado foi um erro. O termo tem uma conotação leviana que não se presta à gravidade do assunto. Todas as ditaduras são igualmente abomináveis.  A nota publicada juntamente com as mensagens dos professores Comparato e Benevides na edição de 20 de fevereiro reagiu com rispidez a uma imprecação ríspida: que os responsáveis pelo editorial fossem forçados, 'de joelhos', a uma autocrítica em praça pública. Para se arvorar em tutores do comportamento democrático alheio, falta a esses democratas de fachada mostrar que repudiam, com o mesmo furor inquisitorial, os métodos das ditaduras de esquerda com as quais simpatizam."

### Reformas e Projeto Folha

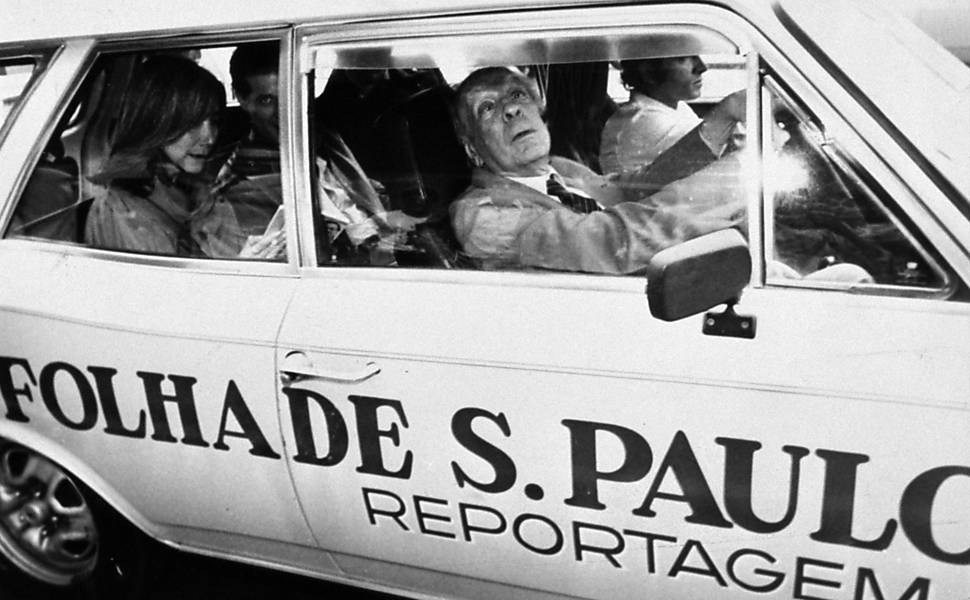
Jorge Luis Borges chega para debate no pátio de reportagem da Folha, em 1984.

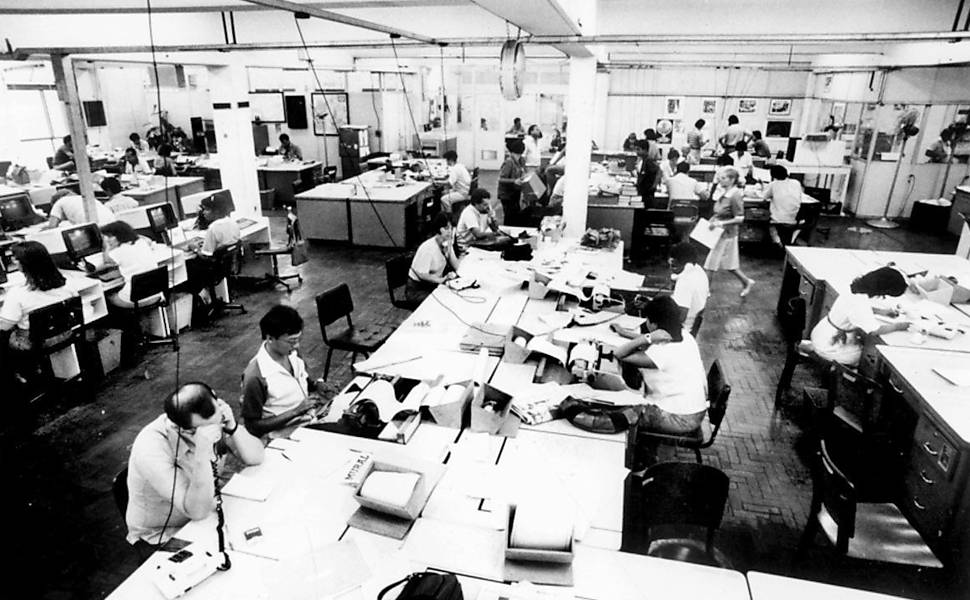
Jornalistas na Redação em 1986, ano em que a Folha institui, na cobertura da Copa do Mundo.

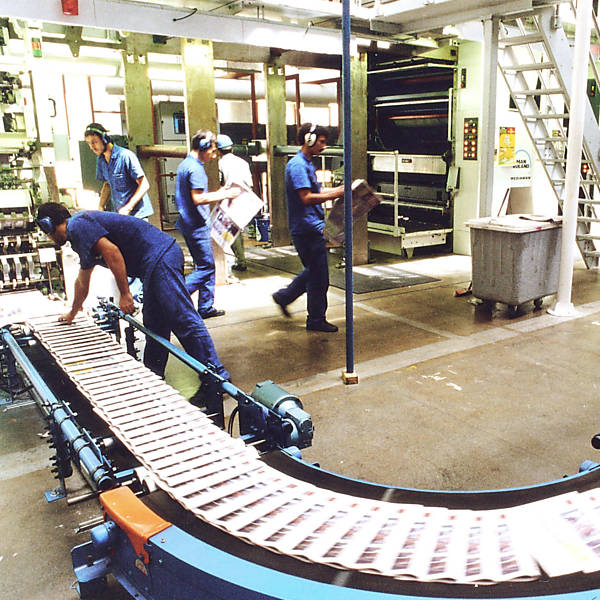
Gráficos conferem a qualidade de jornais impressos pela rotativa alemã Mediaman no Centro Tecnológico Gráfico-Folha, em 1995.

A Folha começou a ganhar espaço junto às camadas médias que ascenderam com o "milagre econômico", fixando-se como publicação de grande presença entre jovens e mulheres. Ao mesmo tempo, dedicava-se com desenvoltura crescente a áreas do jornalismo até então pouco exploradas, como o noticiário econômico, esportivo, educacional e de serviços. A Folha apoiou a ideia da abertura política e se colocou a serviço da redemocratização, abriu suas páginas para todas as tendências de opinião e incrementou o teor crítico de suas edições.
Frias acreditava firmemente na filosofia editorial de uma publicação isenta e pluralista, capaz de oferecer o mais amplo leque de visões sobre os fatos. Encontrou um colaborador habilitado em Abramo, responsável pela área editorial entre 1965 e 1973, sucedido por Ruy Lopes (1972/73) e Boris Casoy (de 1974 a 1976) e reconduzido a essa função em 1976, onde permaneceu até 1977, quando Casoy, em meio à crise provocada por uma tentativa de golpe militar contra o presidente Ernesto Geisel, foi convidado por Frias a retornar ao cargo.
Abramo reformulou o jornal, fez a primeira (1976) de uma série de reformas gráficas que se sucederiam, reuniu colunistas como Janio de Freitas, Paulo Francis, Tarso de Castro, Glauber Rocha, Flavio Rangel, Alberto Dines, Mino Carta, Osvaldo Peralva, Luiz Alberto Bahia e Fernando Henrique Cardoso. A Folha se transformava num dos principais focos de debate público do país. Ao contrário das expectativas, essa linha editorial foi preservada e desenvolvida durante o período em que Casoy foi editor responsável (1977-1984). Em 1983-84, a Folha foi o baluarte do movimento Diretas-Já, a favor de eleições populares para a Presidência da República, na imprensa.
A direção da redação foi assumida em 1984 por Otavio Frias Filho, que sistematizou e desenvolveu as experiências do jornal no período da abertura política e da campanha Diretas. Documentos divulgados periodicamente traduziram as linhas editoriais do jornal, no que ficou conhecido como Projeto Folha, cuja implantação na Redação foi coordenada por Carlos Eduardo Lins da Silva e Caio Túlio Costa.  Define-se pela prática de um jornalismo crítico, apartidário e pluralista. Esses princípios nortearam também o Manual da Redação, lançado em 1984 e atualizado desde então. Mais que um manual de estilo, é um conjunto de normas e compromissos assumidos pelo jornal. Foi o primeiro livro do gênero colocado à disposição do público.
O pressuposto é que o jornalismo deve ser descritivo e preciso, mas que todo tema sujeito a controvérsia admite mais de um ângulo e exige tratamento pluralista. O jornal tornou-se conhecido também pela diversidade de seu elenco de colunistas. Ao mesmo tempo, criaram-se mecanismos de controle interno, como freios e contrapesos: o próprio Manual, a seção diária "Erramos" (1991), a obrigação de publicar contestações enviadas ao jornal e, sobretudo, o posto de ombudsman (1989), profissional dotado de estabilidade temporária e encarregado de criticar a própria Folha e acolher pleitos de leitores e personagens do noticiário.
Desde meados do regime militar, a Folha manteve posição crítica diante de sucessivos governos (Geisel, Figueiredo, Sarney, Collor, Itamar). Otavio Frias Filho foi processado juntamente com outros três jornalistas da Folha pelo então presidente Fernando Collor, que chegou a ordenar que a Polícia Federal invadisse a redação sob acusação de irregularidades na cobrança dos anunciantes. Embora apoiasse suas propostas de liberalização econômica da gestão de Fernando Collor de Mello, foi a primeira publicação a recomendar o impeachment do chefe do governo, afinal consumado em 1992. A cobertura dos governos Fernando Henrique Cardoso (PSDB), Luiz Inácio Lula da Silva (PT), Dilma Rousseff (PT) e Michel Temer (PMDB) valeu ao jornal acusações de ser pró-oposição durante cada um dos períodos presidenciais.
Em 1986 a Folha tornou-se o jornal de maior circulação em todo o país, liderança que mantém desde então. Em 1995, um ano depois de ultrapassar a marca de 1 milhão de exemplares aos domingos, a Folha inaugurou seu novo parque gráfico, considerado o maior e mais atualizado tecnologicamente na América Latina. O recorde de tiragem e de vendas do jornal foi alcançado em 1994, na época do lançamento do Atlas Folha/The New York Times (1 117 802 exemplares no domingo).
A Folha publicou em 2016 uma matéria a qual falava que os brasileiros não queriam que o presidente Temer renunciasse, mas o jornalista Glenn Greenwald afirmou que a pesquisa fora claramente deturpada, indicando que evidências sobre o caso teriam sido obtidas no próprio site do jornal onde, ao se acessar o endereço do link para conseguir chegar ao arquivo da pesquisa, o mesmo não havia sido publicado. O próprio jornal admitiu que os dados provocaram "polêmica" O Datafolha admitiu que houve imprecisão ao oferecer aos consultados somente duas opções - entre a volta de Dilma Rousseff ou a permanência de Michel Temer, o que levou à conclusão de que a uma pergunta binária não seria possível chegar à conclusão de que os brasileiros preferiam a continuidade de Michel Temer quando a única opção colocada seria a volta de Rousseff, entre outros dados divulgados e não comprovados; conforme publicado em The Intercept, a "Folha de S.Paulo não divulgou as perguntas realizadas, nem os dados de suporte, impossibilitando, assim, segundo o site, a verificação dos fatos que sustentam as afirmações". A manutenção do jornal na sua postura de interpretar a pesquisa de forma tendenciosa, afirmando que o cenário de "novas eleições" ser "improvável" para ter sido colocado como opção válida foi um erro, segundo sua própria ombudsman, Paula Cesarino Costa.
Em março de 2020, após o anúncio da Pandemia de COVID-19 e protestos de usuários do Twitter, a Folha de S.Paulo, ao lado de outros jornais retiram o Paywall dos artigos que falam sobre o assunto, permitindo acesso gratuito a eles. Em 7 de julho de 2020, a Folha colocou a cor amarela no logo do Twitter do jornal, participando da campanha das redes sociais para recuperar os símbolos do Brasil, que passaram a serem usados com frequência pela extrema-direita.
O jornal paulista perdeu a histórica liderança em circulação e em audiência para o carioca O Globo em 2021, segundo dados do IVC e da ComScore. Em dezembro de 2021, a Folha tinha circulação total de 366.087 (no somatório de impresso e digital), ante 373.138 de O Globo. Somente no quesito assinaturas digitais, a Folha ficava em segundo lugar (299.899 contra 305.959 de O Globo). Ao se considerar o quesito audiência de portais de jornais brasileiros, a Folha também ficou em segundo lugar, atrás de O Globo, ao longo de 2021, tanto na contagem de páginas visitadas quanto na de visitantes únicos.

## Pioneirismo

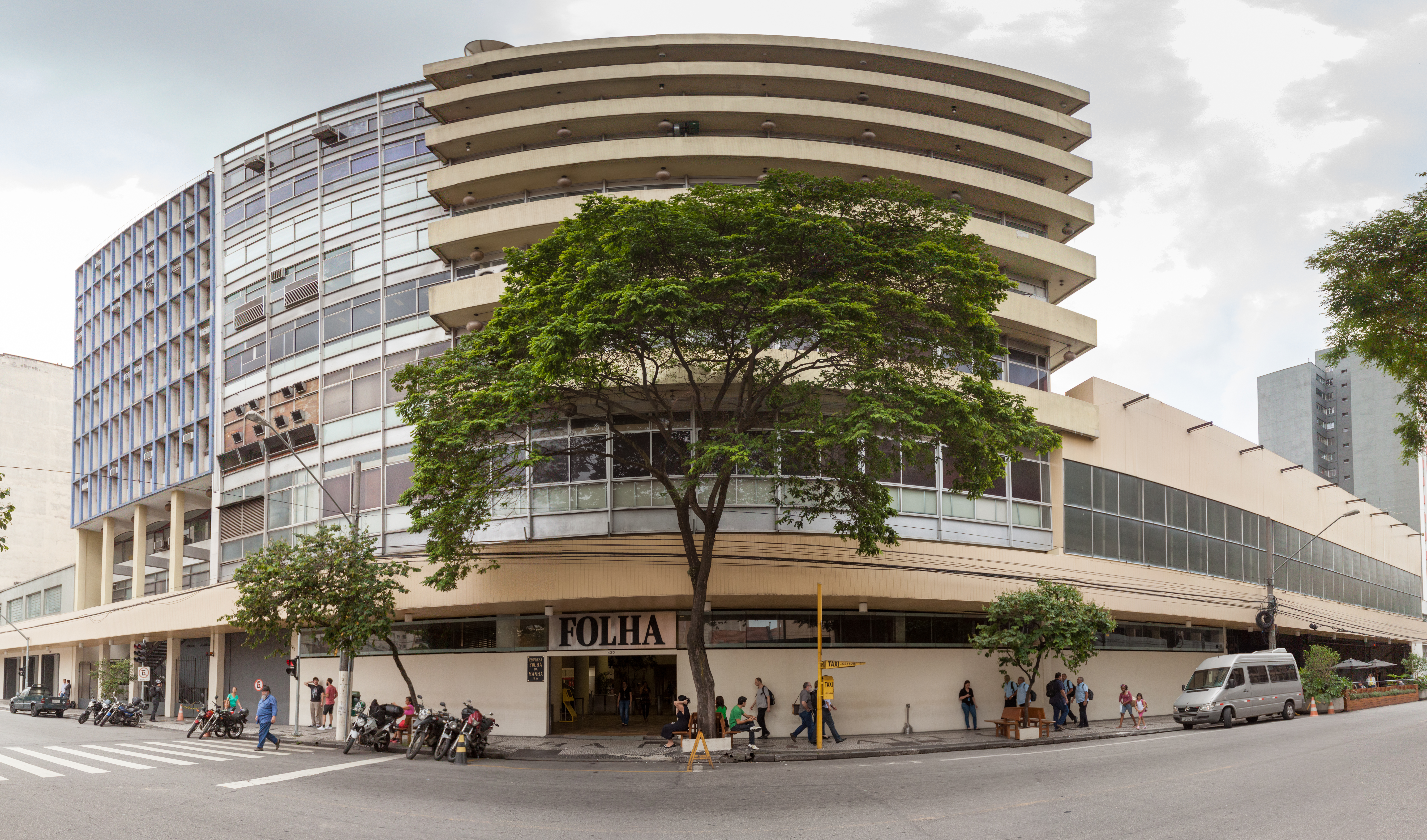
Sede do Grupo Folha, em São Paulo.

Em 1967, a Folha adotou a impressão offset em cores, usada em larga tiragem pela primeira vez no Brasil. Em 1971, o jornal abandonou a composição gráfica a chumbo e se tornou o primeiro a usar o sistema eletrônico de fotocomposição no Brasil. Em 1983, com a instalação dos primeiros terminais de computador, passou a ter a primeira Redação informatizada da América do Sul.
Em 1984, lançou o primeiro de seus manuais da Redação, que viriam a se tornar obras de referência para estudantes e jornalistas. O livro ganhou novas versões em 1987, 1992, 2001 e 2018.
Em 1989, foi o primeiro veículo no país a ter um ombudsman, uma espécie de ouvidor encarregado de receber, investigar e encaminhar as queixas dos leitores e de fazer comentários críticos sobre o jornal e outros meios de comunicação. Desde então, onze jornalistas ocuparam o cargo: Caio Túlio Costa, Mario Vitor Santos, Junia Nogueira de Sá, Marcelo Leite, Renata Lo Prete, Bernardo Ajzenberg, Marcelo Beraba, Mário Magalhães, Carlos Eduardo Lins da Silva, Suzana Singer, Vera Guimarães Martins e Paula Cesarino Costa.
Ainda na década de 1980 a Folha também foi pioneira na adoção de infográficos e quadros que explicam detalhes e contexto das principais notícias.
Em 1995 com a inauguração do Centro Tecnológico Gráfico-Folha em Tamboré (Santana de Parnaíba, Grande São Paulo), parque gráfico orçado em 120 milhões de dólares, o jornal passou a circular com a maioria de suas páginas coloridas. Ainda em 1995, foi o primeiro jornal do Brasil a fornecer conteúdo atualizado em tempo real na internet.
Em julho de 2011 o jornal passou a publicar na internet a Folha Internacional, com notícias do jornal traduzidos para o espanhol e o inglês.

### Escândalo do mensalão
Em 6 de junho de 2005 a Folha de S.Paulo publicou uma entrevista do deputado federal Roberto Jefferson a Renata Lo Prete, editora do Painel da Folha, com uma denúncia de pagamentos mensais de 30 mil reais realizados pelo tesoureiro do PT, Delúbio Soares, a alguns deputados da base aliada, com o objetivo de aprovar emendas favoráveis ao governo. A partir daí, o caso desdobrou-se em inúmeras acusações e investigações sobre o que a imprensa passou a denominar "escândalo do mensalão", resultando na instauração de uma CPI, cassação e renúncia de diversos parlamentares, afastamentos de diversos ministros e funcionários de altos escalões do poder executivo e do PT, culminando em um inquérito convertido em ação penal no Supremo Tribunal Federal contra 39 réus supostamente envolvidas no esquema, sob a relatoria do ministro Joaquim Barbosa. A entrevista de 6 de junho publicada pela Folha também marcou a primeira aparição do termo "mensalão" na mídia. Lo Prete foi agraciada com o Prêmio Esso de Jornalismo 2005, em reconhecimento ao seu trabalho e à repercussão da entrevista publicada pela Folha.

## Estrutura

### Cadernos
Atualmente constitui os seguintes cadernos/seções:
| Cadernos e seções diários |
| --- |
| - A: Primeira Página, Opinião (inclui a seção de artigos “Tendências/Debates” e o “Painel do Leitor”), Painel, Poder (aos domingos inclui o espaço do Ombudsman do jornal), Mundo (às segundas, inclui o "entrevista da 2ª") e Mercado (às segundas inclui o "Folhainvest" e o "mpme", às terças inclui o " Tec" e em dias alternados o "Agrofolha") - B: Cotidiano, Saúde (às terças inclui o "Equilíbrio"), Ciência (inclui o "Ambiente" em dias alternados da semana), Esporte e Folha Corrida - C: Ilustrada (inclui a coluna Mônica Bergamo) e Acontece (circula apenas em São Paulo) - Opinião — com layout fixo, ocupa as primeiras páginas do jornal, A2 e A3. A primeira página é ocupada por um ou dois editoriais; três artigos de colunistas, de São Paulo, Brasília e Rio de Janeiro; e a coluna vertical, com artigos de políticos e intelectuais com espaço fixo. A segunda página é ocupada pelo Painel do Leitor, pela seção Erramos e também pela seção Tendências/Debates, que aos domingos e dias de semana publica artigos assinados por personalidades (principalmente políticos, empresários e cientistas), geralmente composições políticas contrárias entre si e aos sábados lança uma questão que é respondida com um artigo favorável e outro contra. Aos domingos, na seção Poder o Ombudsman da Folha comenta as principais notícias da semana e analisa a cobertura do próprio jornal seja criticando ou não. |
| Cadernos e seções semanais |
| - Quarta-feira: Comida - Quinta-feira: Turismo - Sexta-feira: Guia da Folha (circula apenas em São Paulo) - Sábado: Sobre Tudo (Veículos, Empregos, Negócios) - Domingo: Ilustríssima, revista Sãopaulo (circula apenas em São Paulo) e Sobre Morar (Imóveis) |
| Revista mensal |
| - Serafina (circula apenas em São Paulo,Rio de Janeiro e Brasília) |

### Correspondentes no exterior
No segundo semestre de 2017, a Folha contava com correspondentes, entre fixos e bolsistas, nas seguintes cidades:
- Washington, DC (Estados Unidos)
- Nova York (Estados Unidos)
- Buenos Aires (Argentina)
- Madri (Espanha)

### Versão eletrônica
A versão eletrônica do jornal Folha de S.Paulo foi conhecido como Folha.com até 20 de junho de 2012, como Folha Online até 23 de maio de 2010 e como Folha Web até 2000. Foi o primeiro jornal em tempo real da língua portuguesa. Apresenta notícias, artigos e temáticas sobre diversos assuntos, como política, esportes e economia.

### Folhaleaks
O Folhaleaks foi lançado em 18 de setembro de 2011, e serve como um canal onde o leitor pode sugerir investigações. O programa permite que sejam enviados documentos e informações de forma anônima. A Folha de S.Paulo não remunera o informante e todas as informações passam por uma triagem antes de serem publicadas.
Em 15 de fevereiro de 2024, a Folha implementou o SecureDrop para o envio de documentos.

## Prêmios

### Prêmio ExxonMobil de Jornalismo(Esso)
| Prêmios Esso de Melhor Contribuição à Imprensa | Prêmios Esso de Melhor Contribuição à Imprensa | Prêmios Esso de Melhor Contribuição à Imprensa                                                                        | Prêmios Esso de Melhor Contribuição à Imprensa |
| Ano                                            | Autor                                          | Obra | Resultado                                      |
| ---------------------------------------------- | ---------------------------------------------- | --- | ---------------------------------------------- |
| 1999                                           | "Jornal dos Jornais" (Alberto Dines)           | "Por sua postura democrática, aberta ao livre debate de ideias sobre os rumos do jornalismo e da indústria editorial" | Venceu                                         |
| 2002                                           | Fernando Rodrigues                             | "Mídia do Paraná vende R$ 6 e 400 mil reais de Reportagens"                                                           | Venceu                                         |

| Prêmios Esso Regional Sudeste | Prêmios Esso Regional Sudeste      | Prêmios Esso Regional Sudeste           | Prêmios Esso Regional Sudeste |
| Ano                           | Autor                              | Obra                                    | Resultado                     |
| ----------------------------- | ---------------------------------- | --------------------------------------- | ----------------------------- |
| 2001                          | Andréa Michael e Josias de Souza   | "Os Papéis Secretos do Exército"        | Venceu                        |
| 2002                          | Alessandro Silva e Gilmar Penteado | "PM recruta Presos para Combate ao PCC" | Venceu                        |

| Prêmios Esso de Informação Econômica | Prêmios Esso de Informação Econômica | Prêmios Esso de Informação Econômica       | Prêmios Esso de Informação Econômica |
| Ano                                  | Autor                                | Obra                                       | Resultado                            |
| ------------------------------------ | ------------------------------------ | ------------------------------------------ | ------------------------------------ |
| 2002                                 | Fátima Fernandes e Cláudia Rolli     | "Acordo de Conciliação Lesa Trabalhadores" | Venceu                               |
| 2006                                 | Fernando Canzian                     | "Bolsa Família, Empregos Baratos"          | Venceu                               |
| 2010                                 | Leonardo Souza                       | "Sem Caixa, Governo Segura Restituições"   | Venceu                               |

| Prêmios Esso de Reportagem | Prêmios Esso de Reportagem   | Prêmios Esso de Reportagem                                 | Prêmios Esso de Reportagem |
| Ano                        | Autor                        | Obra                                                       | Resultado                  |
| -------------------------- | ---------------------------- | ---------------------------------------------------------- | -------------------------- |
| 2003                       | Sérgio Dávila e Juca Varella | "Estados Unidos atacam o Iraque"                           | Venceu                     |
| 2010                       | Leonardo Souza               | "Dossiê Traz Dados Sigilosos da Receita Contra os Tucanos" | Venceu                     |

| Prêmios Esso de Criação Gráfica, na categoria jornal | Prêmios Esso de Criação Gráfica, na categoria jornal                                                 | Prêmios Esso de Criação Gráfica, na categoria jornal | Prêmios Esso de Criação Gráfica, na categoria jornal |
| Ano                                                  | Autor                                                                                                | Obra                                                 | Resultado                                            |
| ---------------------------------------------------- | --- | ---------------------------------------------------- | ---------------------------------------------------- |
| 2008                                                 | Renata Steffen, Fernanda Giulietti, Ivan Finotti, Alexandre Jubran, Tarso Araújo e Letícia de Castro | "Cigarro e Álcool na Adolescência"                   | Venceu                                               |

| Prêmios Esso de Informação Científica, Tecnológica | Prêmios Esso de Informação Científica, Tecnológica                                                                                                  | Prêmios Esso de Informação Científica, Tecnológica | Prêmios Esso de Informação Científica, Tecnológica |
| Ano                                                | Autor | Obra                                               | Resultado                                          |
| -------------------------------------------------- | --- | -------------------------------------------------- | -------------------------------------------------- |
| 2009                                               | Marcelo Leite, Toni Pires, Claudio Ângelo, Marília Scalzo, Marcelo Pliger, Thea Severino, Adriana Caccese de Matos, Renata Steffen e Flávio Dieguez | "No Coração da Antártida"                          | Venceu                                             |

### Prêmio Vladimir Herzog
| Menção Honrosa do Prêmio Vladimir Herzog por Arte | Menção Honrosa do Prêmio Vladimir Herzog por Arte | Menção Honrosa do Prêmio Vladimir Herzog por Arte | Menção Honrosa do Prêmio Vladimir Herzog por Arte |
| Ano                                               | Obra                                              | Autor                                             | Resultado                                         |
| ------------------------------------------------- | ------------------------------------------------- | ------------------------------------------------- | ------------------------------------------------- |
| 2014                                              | “Foi errado eu sei”                               | Laerte                                            | Venceu                                            |

| Prêmio Vladimir Herzog de Arte | Prêmio Vladimir Herzog de Arte | Prêmio Vladimir Herzog de Arte | Prêmio Vladimir Herzog de Arte |
| Ano                            | Obra                           | Autor                          | Resultado                      |
| ------------------------------ | ------------------------------ | ------------------------------ | ------------------------------ |
| 2020                           | "Infernópolis"                 | Laerte                         | Venceu                         |